# Жовтець константинопольський
Жовтець константинопольський (Ranunculus constantinopolitanus) — вид квіткових рослин з родини жовтецевих (Ranunculaceae).

## Біоморфологічна характеристика
Багаторічна трав'яниста рослина 20–75 см заввишки, від 2 до багатоквіткова. Рослина густо відстовбурчено-запушена. Стебла розгалужені зверху. Листки тричі роздільні, з великозубчастими частками. Квітки 2.4–3 см у діаметрі. Пелюстки 8–15 мм. Сім'янки напівкруглі, сильно стиснуті, 3–4 мм, кілеві; дзьоб 1–1.5 мм.

## Поширення
Росте у Європі (Болгарія, Греція, Румунія, Крим, Північний Кавказ, Македонія) й Азії (Грузія, Кіпр, Туреччина, Афганістан, Іран, Ірак, Ліван-Сирія, Ізраїль-Йорданія).
Населяє вологі місця, особливо на болотистих луках
В Україні вид росте у тінистих лісах — у Криму.